# Therwil
Therwil (gsw. Därwyl) – gmina (niem. Einwohnergemeinde) w północnej Szwajcarii, w kantonie Bazylea-Okręg, w okręgu Arlesheim. 31 grudnia 2020 roku liczyła 9 943 mieszkańców.